# Русифікація України
Русифіка́ція або росіяніза́ція, росі́йщення, зросі́йщення, змоска́лення, помоска́лення, москаліза́ція — сукупність дій та умов, спрямованих на зміцнення російської національно-політичної переваги в Україні та серед українців, за допомогою переходу чи переводу осіб неросійської національності на російську мову й російську культуру та їхньої подальшої асиміляції. У XVIII—XIX століттях офіційно вживався термін «обрусение».
Зросійщення зумовила державна політика російських режимів — спочатку царського, а згодом радянського й сучасного неоімперського, а також обставини, в яких перебували або перебувають неросійські народи унаслідок своєї належності до Російської імперії чи Радянського Союзу.
Нині Російська Федерація здійснює політику зросійщення всередині власної країни через політичні й інформаційно-культурні важелі, а також в інших пострадянських державах.

## Термін русифікація і його критика
Станом на 2022 рік в Україні термін русифікація є найпоширенішим у публіцистиці, органах влади та науковій літературі.
Цей термін викликає критику в окремих мовознавців через співзвучність зі словами Русь, руський та русини. Зокрема, український мовознавець у діаспорі, Богдан Романенчук, у своїй праці «Російщення України» пише:
|  | Термін русифікація зовсім невдалий і невластивий, бо він походить від давньої назви нашої країни Русь, якої тепер ніде нема, тому вона нікого не русифікує, а колишнє Московське князівство чи царство такої назви офіційно ніколи й не мало, і Руссю ніколи в дійсності не називалося. Тому термін русифікація не тільки невлучний, але й неправильний. |

Науковий співробітник відділу української етнології НДІУ Олег Чирков зазначає:
|  | Калькований з російської мови термін "русифікація" має декілька українських відповідників, які не поступаються і навіть мають переваги перед суржикоподібним утворенням. Українська назва російської мови не "руська", не "русская", не "русьская", хоча були і є спроби нав’язати українцям назву російської мови "руська", а назву росіян – "руські". Але "Русь" та "Росія" – це різні назви і похідні від них також не є ідентичними. Для українців принципово важливим є розрізняти руське та російське, у тому числі на рівні термінології. |

## Історія питання
Зросійщення здійснюється за допомогою різноманітної системи заходів, переважно таких, як навчання в російськомовних школах, змішані подружжя, ідейна, політична й культурна індоктринація, перебування в російськомовному середовищі (армія, російськомовні установи, підприємства, будівництва тощо), переміщування населення, відривання людей від національної групи чи середовища і від національної мови й культури, позбавлення етнічної та національної свідомості, нав’язування російської мови як мови зв'язку й порозуміння, як так званої «другої мови неросійських народів».
Швидка політична експансія Московського царства (пізніше Російської імперії) та СРСР була і є пов'язана зі зросійщенням автохтоного населення Східної Європи, а також північної та середньої Азії. У цьому процесі зникають малі народи й племена, а чималий відсоток їх (зокрема розпорошені) використовує російську мову (за даними радянського перепису 1970 року. 5,4 % неросіян вважало російську мову своєю рідною, а 17,3 % вільно нею володіли). У кількісному вираженні згідно з переписом 1926 року, кількість неросіян, які вважали російську мову рідною, становила 6,4 млн осіб; у 1959 році — 10,2 млн, у 1979 році — 13 млн, у 1989 році — 18,7 млн.
Це дозволяло офіційним часописам з 1959 року почати розмову про те, що «радянська федерація» виконала свою історичну місію й невдовзі її може заступити унітарна держава. Проте це все спричинило досить нервову реакцію представників неросійських народів.
Згідно з переписом 1970 року, кількість населення серед неросійських народів зростає швидше, ніж серед росіян, при цьому найвищі темпи приросту населення спостерігають у найменш зросійщених мусульманських народів. Колишні сподівання, що населення змішається, також виявилися перебільшеними. Шукаючи розв'язання цих проблем, деякі радянські суспільствознавці пропонують розпочинати мовну асиміляцію неросіян з раннього віку або, як пропонує один з авторів, на ранній фазі формування особистості».

## Хронологія основних актів зросійщення
Етапи утисків української мови:
- 1690. Анафема РПЦ на церковні книжки, друковані тодішньою українською літературною мовою[15][16].
- 1720. Указ Петра І про заборону друкування книжок українською мовою в Києво-Печерській та Чернігівській друкарнях[17][18].
- 1764. Інструкція Катерини ІІ про зросійщення України, Смоленщини, країни Балтії та Фінляндії[19].
- 1769. Указ синоду РПЦ про конфіскацію українських букварів і церковних книг у населення[20].
- 1784. Повна заборона початкової освіти українською мовою.
- 1786. Заборона вживання української мови у церковних службах та викладання українською мовою у Києво-Могилянській академії.
- 1831. Скасування у містах Магдебурзького права, що унеможливлювало ведення судочинства українською мовою.
- 1862. Були закриті українські недільні школи. Припинилось видання українського літературного та науково-політичного журналу «Основа».
- 1863. Валуєвський циркуляр: «Української мови не було, немає і бути не може, а хто цього не розуміє — ворог Росії».
- 1864. Тисячі архівних матеріалів вагою в пуди вивезли до Москви після судової реформи. Згідно з розпорядженням Міністерства юстиції від 3 грудня 1866, туди потрапило багато документів ліквідованих установ із Волинської, Київської, Катеринославської, Подільської, Херсонської та Чернігівської губерній.
- 1869. За законом чиновникам усіх відомств призначалась значна доплата за зросійщення.
- 1876. Емський указ. Заборона ввозити українські книги з-за кордону, заборона підписувати українські тексти під нотами, заборона українських вистав. Хор М. Лисенка змусили співати у концерті українську народну пісню «Дощик» французькою мовою.
- 1881. Закон про дозвіл на друкування словників українською мовою, але за російським правописом, постановка українських вистав залежить від місцевого начальства.
- 1887. Рукопис граматики української мови цензор повернув, не читаючи, відписавши авторові, що нема потреби дозволяти до друку граматику тієї мови, яка приречена на небуття.
- 1888. Указ Олександра III «Про заборону вживання в офіційних установах української мови та хрещення українськими іменами».
- 1889. У Києві, на археологічному з'їзді, дозволено читати реферати всіма мовами, крім української.
- 1892. Російський уряд наказує цензорам суворо стежити за тим, щоб не допустити українських літературних перекладів з російської мови.
- 1894. Заборона ввезення українських книг з-за кордону.
- 1895. Заборона української читанки та українських книг для дітей.
- 1903. На відкритті пам'ятника Івану Котляревському у Полтаві не дозволено промови українською мовою.
- 1905. Кабінет Міністрів Росії відкинув клопотання Київського та Харківського університетів про скасування заборони української мови, визначаючи це несвоєчасним.
- 1906 і 1907. Закриття «Просвіти» в Одесі та Миколаєві.
- 1908. Указ сенату про те, що освітня робота в Україні шкідлива й небезпечна для Росії.
- 1910. Указ Столипіна про зарахування українців до розряду інородців і про заборону будь-яких українських організацій.
- 1913. Попечитель Київського навчального округу видав інструкцію, в якій заборонив учням та студентам відвідувати українські театральні вистави[21].
- 1914. Заборона відзначати 100-річчя Тараса Шевченка[22]; указ Миколи ІІ про скасування української преси[23].
- 1922. Ліквідація «Просвіт» на Кубані, в Зеленому Клину та в інших місцях проживання українців.
- 1933. Телеграма Сталіна про припинення українізації і знищення більшості українських письменників.
- 1938. Постанова ЦК КП(б) про обов'язкове вивчення в школах республіки російської мови.
- 1939. Після «визволення» Західної України — закриття частини українських і відкриття російських шкіл.
- 1958. Постанова Пленуму ЦК КПРС про перехід українських шкіл на російську мову викладання. 17 вересня 1959 Верховна Рада УРСР прийняла відповідну Постанову.
- 1961. XXII з'їзд КПРС — нова програма партії про «злиття націй» в єдиний радянський народ.
- 1970. Наказ Міністерства освіти СРСР про написання і захист усіх дисертацій лише російською мовою. Затвердження тільки в Москві.
- 1978. Колегія Міносвіти УРСР. Директива «Про вдосконалення вивчення російської мови в українських школах».
- 1979. Ташкентська конференція — «Російська мова — мова дружби народів».
- 1983. Постанова ЦК КПРС і Ради Міністрів Радянського Союзу «Про поліпшення вивчення російської мови у школах республік». Доплата за російську мову викладання 15 % та поділ класів.
- 2012. Верховна Рада України прийняла Закон про мови Колесніченка-Ківалова. Закон був підписаний президентом України Віктором Януковичем і набув чинності 10 серпня.

## В Російській імперії

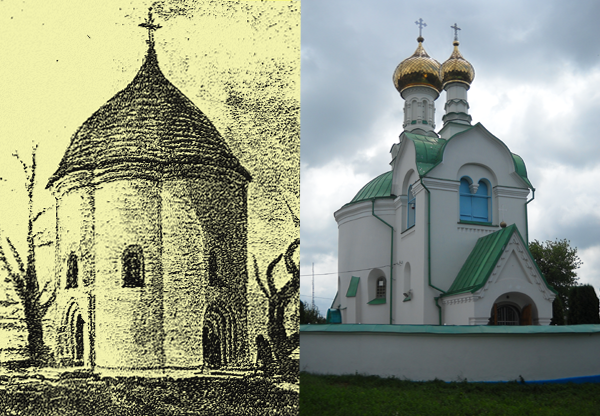
Реконструкція початкового вигляду (ліворуч) і сучасний стан (праворуч) Василівської церкви-ротонди у Володимирі; притаманні для «муравйовок» цибулясті бані, декорований кокошниками барабан, характерний російсько-візантійському стилю абрис ґанку добудували лише на початку 20 століття

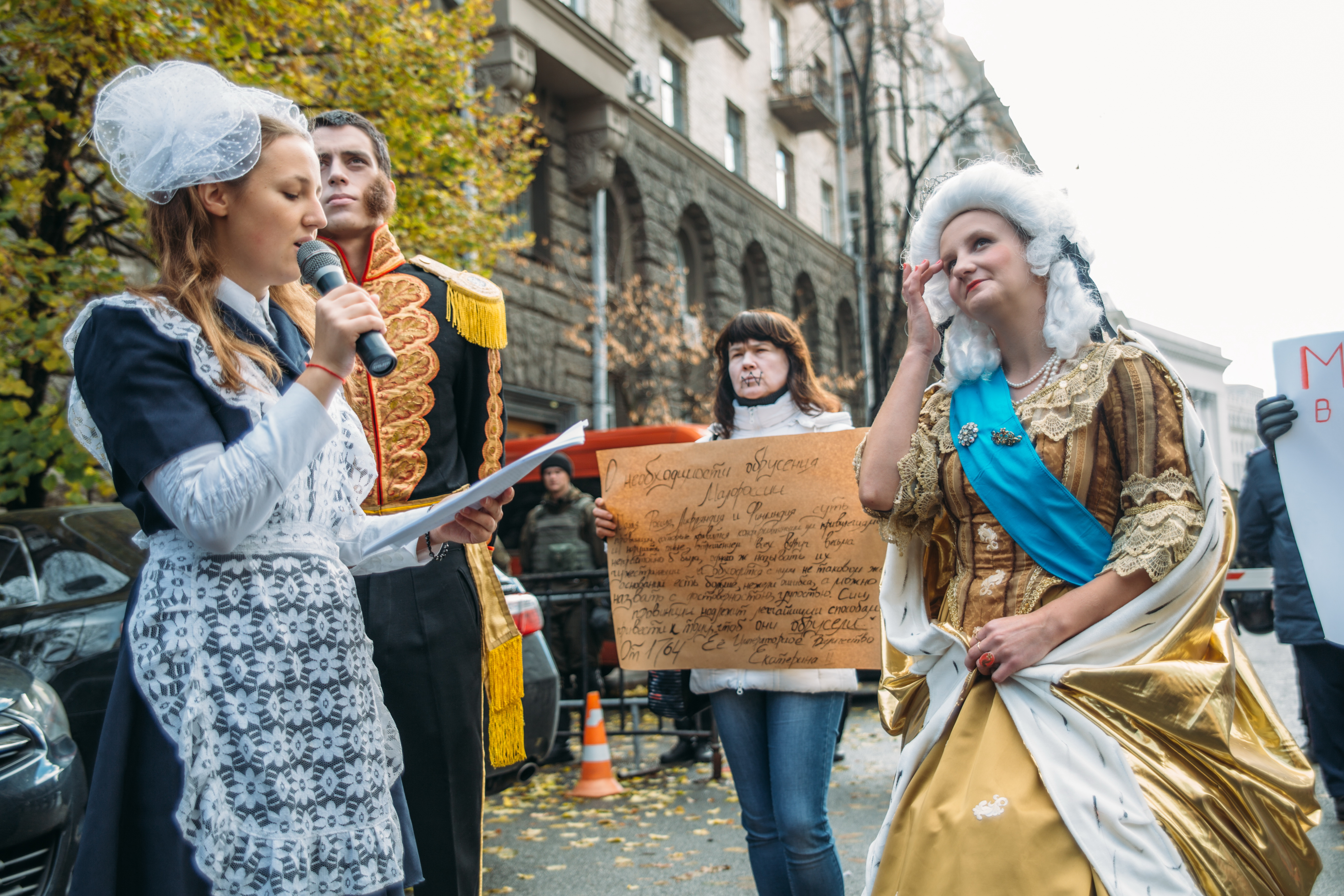
«Катерина ІІ» та імітація її інструкції генерал-прокурору Сенату про необхідність «обрусіння Малоросії» біля Адміністрації Президента України. Перформанс проти русифікації, що був проведений рухом Відсіч у День української писемності та мови 2015 року

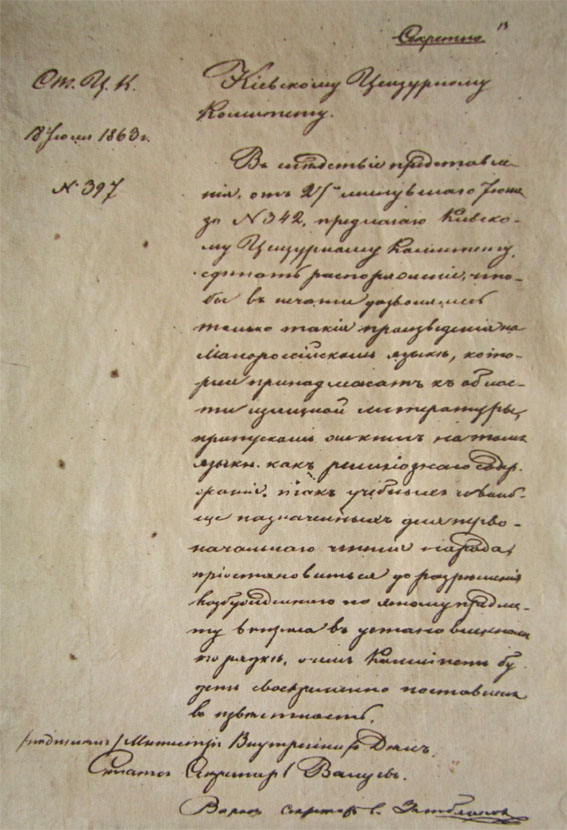
Валуєвський циркуляр

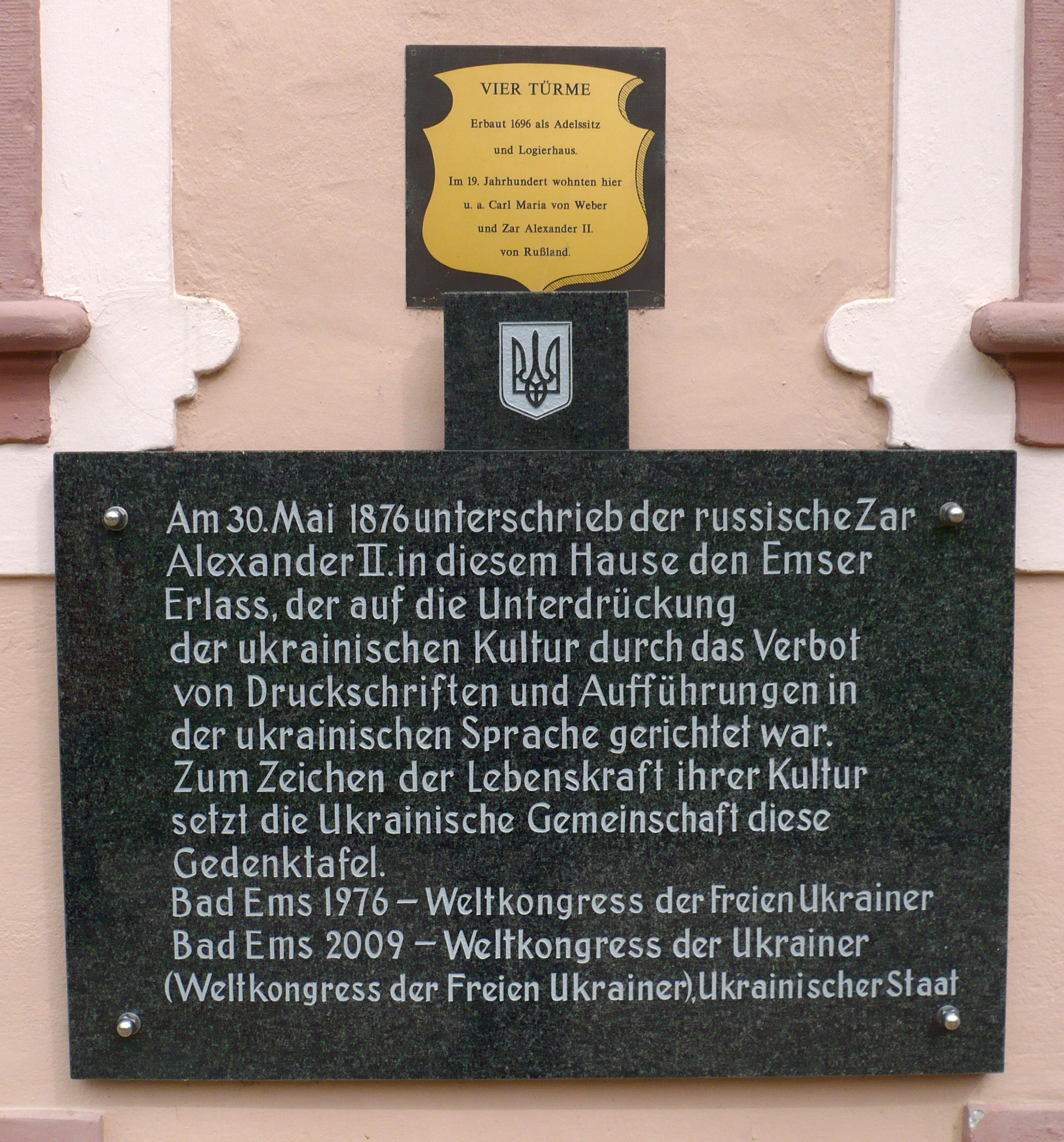
Пам'ятна дошка, присвячена Емському указу в місті Бад Емс

Російська імперія притягала у свої столиці та адміністративні, промислові або культурні центри і зросійщувала найздібніші елементи інших національностей. Це стосується також численних науковців і фахівців, що прибували на роботу із Західної Європи. Захоплені політичною могутністю Росії і побачивши в ній порятунок від загрози Османської імперії, Німецької імперії та Австро-Угорщини, зросійщувалися окремі балканські народи, Польща і Галичина.
Поступовий процес зросійщення України почався після Переяславської угоди, зокрема в процесі обмеження й ліквідації української автономії, особливо після перемоги Московії під Полтавою 1709 року. У 1720 було заборонено друкувати книжки українською мовою, а українські видання церковнослов'янською мовою наказано порівнювати з російськими виданнями, «щоб не було ніякої різниці». Створеному 1734 року так званому Правлінню гетьманського уряду (очолював князь Шаховський) було наказано в таємній інструкції провадити політику злиття українців з росіянами також мішаними шлюбами.
Зросійщення України було посилено за Катерини II після скасування гетьманства й зруйнування Запорізької Січі. Свої погляди щодо України вона виклала на початку свого правління у секретній інструкції (лютий 1764) новопризначеному генерал-прокурору Сенату Олександру Вяземському, в якій вона наказувала проводити політику зросійщення України та викорінення гетьманства:
|  | … Мала Росія, Ліфляндія та Фінляндія суть провінції, які правляться конфірмованими їм привілеями, і порушити оні відмовою всіх раптом дуже непристойно б було, проте ж і називати їх чужоземними і поводитися з ними на такій підставі є більш, ніж помилкою, а можна назвати з достовірністю, дурістю. Ці провінції, також Смоленську, слід найлегшими способами привести до того, щоб вони обрусіли й перестали б дивитись, як вовк до лісу. До того почин вельми легкий, якщо розумні люди обрані будуть начальниками в тих провінціях; коли ж у Малоросії гетьмана не буде, то мусимо намагатися, щоб навіки й ім’я гетьманів зникло, не то що б персона яка була удостоєна на цю посаду… |

Другій Малоросійській колегії (під проводом П. Рум'янцева-Задунайського) було доручено здійснити широку програму зросійщення України, встановлюючи російську мову як обов'язкову в школах і єдину в друкованих книжках тощо. Києво-Могилянська Академія перейшла на російську мову викладання. У другій половині XVIII століття було впроваджено російську мову в діловодство українських консисторій та зобов'язано священників виголошувати проповіді церковно-слов'янською мовою з російською вимовою. Клопотання Києво-Печерської Лаври 1769 року про дозвіл друкувати для українського населення абетки українською мовою Священний Синод відхилив.
Політика зросійщення поступово охоплювала всі ділянки суспільного життя, спершу на Лівобережній Україні, у Києві та на Слобожанщині, а після придушення польського повстання 1830–1831 років поширилася також на Правобережну Україну. Зокрема, був заборонений головний убір, який був популярний у народів колишньої Речі Посполитої — конфедератка.

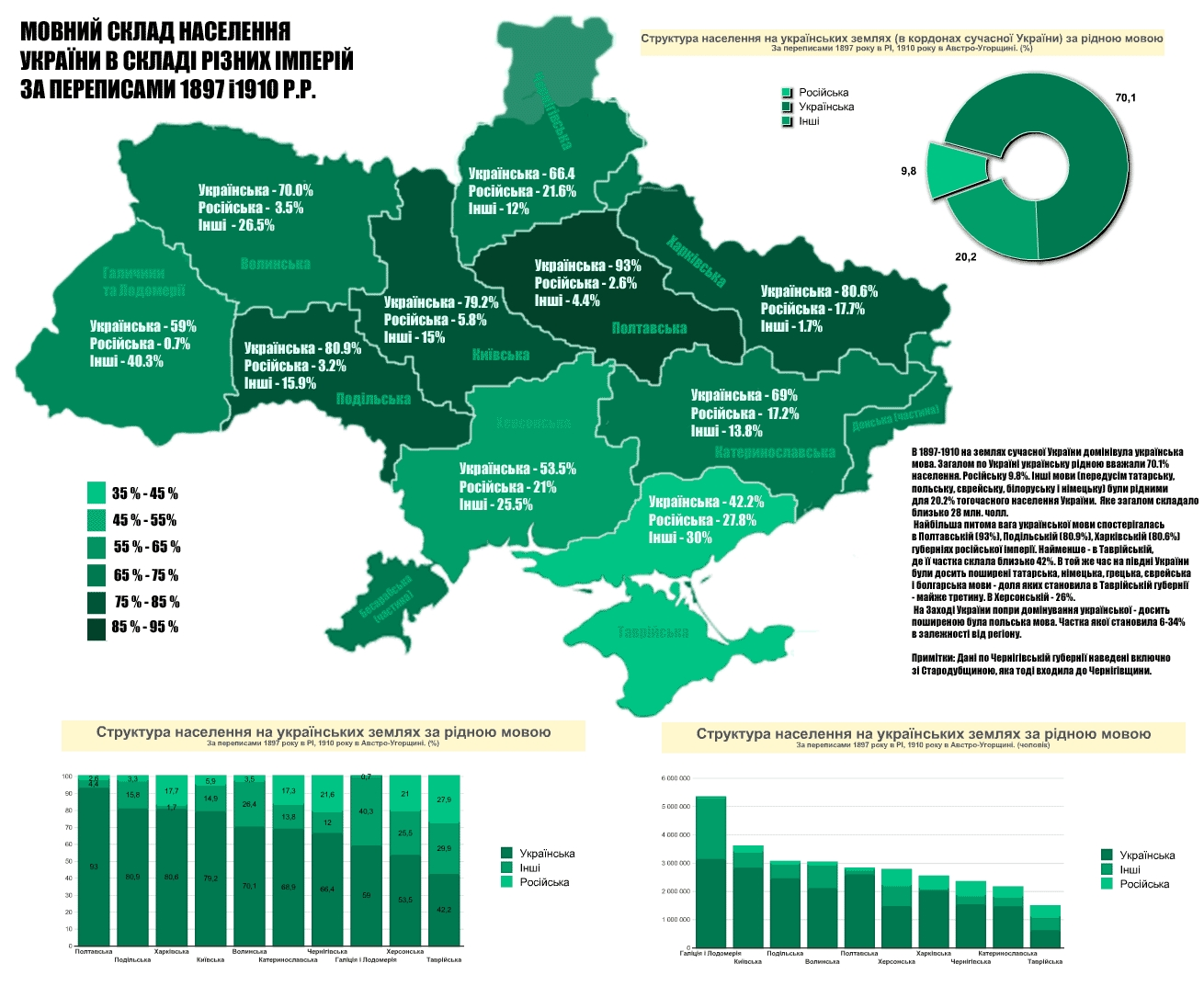
Поширення української, російської та інших мов на теперішній території України в 1897—1910 роках

Зросійщення України посилилося в другій половині XIX ст.: Валуєвський циркуляр 1863 року та Емський указ 1876 року  загальмували український літературний процес до революції 1905 року.
Після 1905 року залишилися обмеження української мови й літератури, а під час Першої світової війни український друк в Україні був практично повністю заборонений

. Були заборонені низка видань, діяла військова цензура, що особливо суворою була в окупованій Російською імперією Галичині. Одночасно російська культура й література, які досягла великого розквіту в 19-20 століттях., мали значний вплив на духовність українських та інших народів, що перебували під політичним чи культурним впливами Росії. Попри офіційні заходи й заборони, до 1917 року зросійщення мало вплив здебільшого винятково на міста і промислові центри, куди прибували росіяни та вищі прошарки українського суспільства (інтелігенція, землевласники, духовенство, частина міщанства). Проте частина цих прошарків залишилася під впливом української національної стихії й не втрачала зв'язку з українськими традиціями, мовою та культурою. Головна маса населення українських земель в Російській імперії — селяни (які становили 95 % всього українського населення) — залишилася українськомовною, і на них не мали значного впливу ані школа, ані церква, а лише подекуди військова служба.
Академік Дзюба у своїй праці «Нагнітання мороку. Від чорносотенців початку XX століття до українофобів початку XXI століття» доводить, що всі кроки зі зросійщення України були прописані понад сто років тому, зокрема й київським цензором Сергієм Щоголєвим. Ще 1912 року у своїй книзі «Украинское движение как современный этап южно-русского сепаратизма» він давав чіткі рекомендації, як швидко й ефективно провести зросійщення. Щоголєв вказував на необхідність правильно спрямувати шкільну освіту, відучити молоде покоління від мови й запровадити «меры против периодической печати на украинском языке». Ще один із заповітів Щоголєва — не допускати використання української мови при проголошенні Божого слова, не дозволяти священикам проповідувати по-українському.
Тотальне зросійщення здійснювалося імперською владою під час окупації Галичини в період Першої світової. Зі вступом російських військ до Галичини головнокомандувач армії, великий князь Микола Миколайович Романов оголосив маніфест, у якому, зокрема, зазначалося: «Хай не буде більше під'яремної Русі! Володіння Володимира Святого, земля Ярослава Осмомисла і князів Данила та Романа, скинувши ярмо, нехай піднімуть прапор єдиної, нероздільної і великої Росії. Хай здійсниться Промисел Божий, що благословив справу великих збирачів землі російської. Хай допоможе Господь царюючому своєму помазанику, імператору Миколі Олександровичу всія Русі, завершити справу великого князя Івана Калити».
З цього документа випливало, що російські урядовці розглядали Галичину як «исконно русскую землю».  Цю думку чітко озвучив новопризначений російський генерал-губернатор, граф Олексій Бобринський. Виступаючи перед представниками громадськості Львова, він заявив, що Східна Галичина й Лемківщина є частинами єдиної Великої Русі, і в цих землях корінне населення завжди було російським. Тому тут мав бути встановлений устрій на російських засадах. Відповідно, передбачалося запровадження російської мови та права. Про серйозність планів Петрограда щодо Галичини засвідчив візит самого російського царя до Львова навесні 1915 року. Зросійщення краю набуло брутальних форм. Насильницькими методами впроваджувалася російська мова в діловодство й сферу освіти. Для виконання цього завдання з Росії направлялися відповідні кадри — чиновники, викладачі тощо. Було заплановано перевести до Львова Варшавський російський університет.

### Заміна топонімів
Практика заміни українських історичних топонімів на російські чи зрусифіковані була спрямована на знищення історичної пам'яті народу.
Розпочата у часи Російської імперії, практика масових перейменувань населених пунктів у радянські часи мала на меті не лише стерти історичну пам'ять і впровадити культ правлячої партії та її вождів, а й уніфікувати топонімію міст та сіл у межах усього СРСР.
Перекручування історії України, придушення національної свідомості, і агресивне втручання у топонімію — це далеко не повний перелік індикаторів впроваджуваної російської імперської політики щодо України впродовж п'яти століть.

## Денікінський режим
Під час короткого панування Добровольчої армії на сході та півночі України у 1919 р. проводилася політика відвертої русифікації, а УНР вважалася за ворога більшого, аніж червоні. Мети режиму були сформульовані в декларації «До населення Малоросії».

## ВСРСР
Знезросійщення України, розпочате революцією 1917 і відродженням української державності, була перервана окупацією України радянським військом у 1919–1920. Встановлення радянської влади відновило панівне становище росіян в Україні, що виявилося зокрема в пануванні російської мови. Російською мовою здійснювалось діловодство партійних і державних установ; нею ж друкувалася більшість офіційних органів преси, декретів, відозв тощо. Книжкова продукція 1919–1923 за мовою була переважно російською. Розпочата на підставі постанови XII З'їзду РКП(б) 1923 декретом Ради Народних Комісарів УСРР від 27 липня 1923 українізація шкільно-виховних і культурно-освітніх установ, поширена постановою ВУЦВК і РНК УРСР від 1 серпня 1923 на державний апарат, здійснювалась з великими труднощами, при опорі з боку росіян або зросійщених елементів. Та незабаром темп українізації був значно послаблений. Виступаючи офіційно проти будь-яких «спроб утворити для російської культури в Україні панівне становище, що його вона мала за царату», ЦК КП(б)У в постанові від 19 квітня 1927 вирішив «визнати за російською мовою особливе значення». У наступні роки, зокрема з 1930, у партійних колах посилився активний опір українізації, поєднаний з тенденцією ревізувати постанову XII з'їзду РКП(б) і визнати її неактуальною.
Доктор історичних наук, професор Юрій Шаповал наполягає, що існування Української РСР, політика «коренізації», а значить і українізації, з'явилися завдяки існуванню Української Народної Республіки, яку окупували більшовики.
«Українізація — вимушений крок, вони без цього могли програти. Більшовицька партія була малопопулярна на окраїнах імперії. В Україні вона масовою не була. Коли запровадили коренізацію в 1923 році, це був крок, щоб вижити режиму», — вважає Шаповал.
Він пояснює, що за рахунок місцевих кадрів більшовики «вкорінювались» на окраїнах, а для цього треба було дати пряник.
«Але всіх адептів та речників українізації врешті знищили. Але ця кон'юнктурна політика принесла позитив — культурний сплеск, який потім назвуть українським розстріляним відродженням», — додає історик. А для селян, як нагадує Шаповал, все це врешті закінчилось Голодомором.
1932–1933 українізацію замінив гострий протиукраїнський і одночасно курс на зросійщення. Культурні, державні або й партійні діячі, які здійснювали українізацію, були заарештовані, заслані чи розстріляні, а один з головних ініціаторів українізаційного руху, нарком освіти УСРР у 1927–1933 М. Скрипник вчинив самогубство. Була припинена незначна українізація на Кубані та на інших українських територіях в РРФСР, і посилилося зросійщення українців поза межами УСРР.

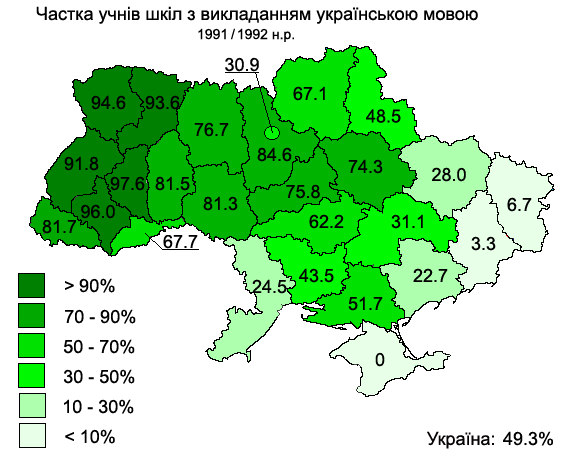
Частка учнів шкіл з українською мовою навчання у 1991/1992 н.р

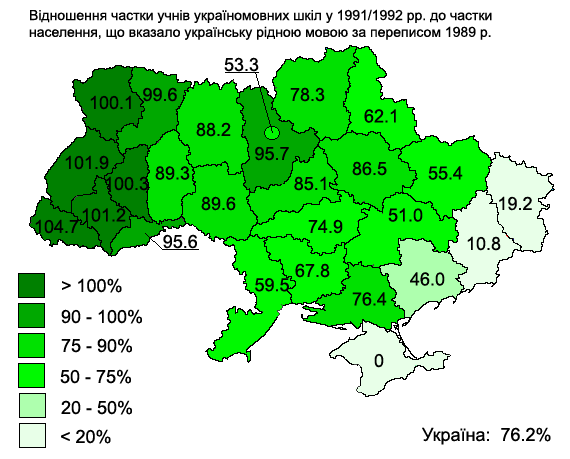
Відношення частки учнів українськомовних шкіл у 1991/1992 н.рр. до частки населення, що назвало рідною українську мову під час перепису 1989 р.

Порівняно зі зросійщенням царського часу, радянська охопила всю українську територію — адміністративну й етнічну, всі українські прошарки, включно навіть з селянством (його традиційний устрій, під впливом колективізації й посиленої еміграції, ґрунтовно змінився, а його відсоток порівняно з усім українським населенням знизився з 95 до 52 %) й здійснювався досконалішими й більш рафінованими методами, зокрема в духовних ділянках. Зросійщення здійснювалося з допомогою численного державного й партійного апарату й мільйонів поселених в Україні росіян, при активному сприянні Російської православної церкви.
1938 вийшла постанова РНК СРСР і ЦК ВКП(б) «Об обязательном изучении русского языка в школах национальных республик и областей». В цій постанові не було прямих вказівок про якісь особливі привілеї для російської мови, але реалізація цієї постанови на практиці в різних регіонах СРСР призвела до поступового обмеження сфер функціонування місцевих національних мов різних народів СРСР.
Зросійщення, особливо посилене у 1940–1950-х роках (зокрема на приєднаних до УРСР західноукраїнських землях), викликало з початку 1960-х років рух опору, що охопив певні кола українські інтелігенції, а почасти й робітництва. Тоді були висловлені домагання, щоб вести українською мовою навчання в усіх вищих і середніх спеціальних школах і виховання в усіх дошкільних закладах, перевести на українську діловодство в установах і на підприємствах, залізницях, торгівлі і збільшити кількість видань АН УРСР, університетів і видавництв українською мовою, а також українських кінофільмів. Проте відповіддю на ці домагання було посилення репресій проти діячів опору, і в УРСР далі продовжував діяти «потужний і добре налагоджений механізм русифікації» (І. Дзюба). Російською мовою велися усі справи партійного, державного і громадського життя, всі галузі господарського життя та їхнє діловодство, вища, середня технічна і професійна освіта. У Києві та інших великих містах України школи з українською мовою навчання були нечисленні, в них навчалося 20 % дітей. Такий же стан був у культурно-освітній роботі. Одним з головних чинників зросійщення залишалася радянська армія.
Український літературознавець шістдесятник Іван Дзюба у своїй книзі «Інтернаціоналізм чи русифікація?» 1965 року критично, але з марксистських позицій проаналізував національно-культурну політику радянської влади в Україні. У результаті Іван Дзюба втратив роботу, його виключили зі Спілки письменників України та переслідував КДБ. 1972 року Дзюбу ув'язнили на 18 місяців.
Особливу увагу в процесі зросійщення було звернено на народну освіту.
Кількість учнів в УРСР у школах з російською і українською мовою навчання у 1951–1962 роках:
| × | Роки    | Українські школи у тис. | у %  | Російські школи у тис. | у %  |
| - | ------- | ----------------------- | ---- | ---------------------- | ---- |
| 1 | 1951-52 | 5 551                   | 81.3 | 1207                   | 17.7 |
| 2 | 1955-56 | 3 846                   | 72.8 | 1 392                  | 26.3 |
| 3 | 1961-62 | 4 170                   | 64.5 | 2 000                  | 30.9 |

За 10 років відсоток учнів в українськомовних школах зменшився на 16,9, у російськомовних школах збільшився на 13,2 (1959 українці становили 76,8 % всього населення, росіяни — 16,9). Зросійщення зазнавали українськомовні учні у великих містах УРСР, бо більшість вчилася у російськомовних школах. Кількість учнів українців у російськомовних школах у деяких містах, згідно зі статистикою Міністерства Освіти УРСР (за даними І. Коляски), у 1958–1959 була така (у дужках відсоток українців порівняно з усім населенням):
| ×                | Учнів українських шкіл у тис. | у %       | Учнів російських шкіл у тис. | у %  |
| ---------------- | ----------------------------- | --------- | ---------------------------- | ---- |
| Київ             | 22,5                          | 26,8(66)  | 61,2                         | 73,1 |
| Харків           | 2,9                           | 4,1(49)   | 68,8                         | 95,1 |
| Одеса            | 4,7                           | 8,1 (40)  | 53,0                         | 91,9 |
| Дніпропетровськ  | 11,1                          | 17,4 (58) | 52,3                         | 82,6 |
| Донецьк          | 0,9                           | 1,2 (38)  | 76,3                         | 98,8 |
| Луганськ         | 1,5                           | 6,5(44)   | 21,7                         | 93,5 |
| Івано-Франківськ | 2,7                           | 39,4 (66) | 4,1                          | 60,6 |

Майже цілковито було зросійщено професійно-технічні школи і середньо-спеціальні навчальні заклади, за винятком культурно-освітніх і педагогічних. Така ж ситуація була у вищій освіті. В університетах Дніпропетровська, Одеси, Харкова й Донецька викладання відбувалися російською мовою, за винятком кафедр української мови й літератури; в інших університетах (Київському, Львівському, Ужгородському й Чернівецькому) української мови дотримувалась частина викладачів на факультетах суспільних наук. Всі інші виші УРСР: політехнічні, промислові, медичні, торговельні, сільськогосподарські та економічні були цілком зросійщені, за винятком деяких у західних областях. Кількість їхніх випускників, докторів і кандидатів наук та загальна кількість науковців в УРСР постійно зменшувалася. За національністю в усіх вищих навчальних закладах СРСР в 1972–1973 було 618 000 українців і 2 774 000 росіян, тобто на 10 000 російського населення припадало 214 студентів і на 10 000 українського населення — 151 студент. З 35 426 українських науковців в СРСР у 1960 63,6 % працювали в Україні, решта 36,4 % поза її межами. З 22 523 науковців в Україні у 1960 тільки 48,3 % становили українці, решта росіяни й інші національності.
З 472 назв наукових записок, праць, збірників й інших серійних видань, опублікованих у 1966–1967, 386 (81,8 %) були надруковані російською і лише 80 (17,0 %) українською мовою. З 1 512 назв видань, які з'явилися у видавництві АН УРСР 1968, 1 211 (80,1 %) були надруковані російською і 276 (16,6 %) українською мовою; українська мова переважала тільки у виданнях Секції суспільних наук: 146 українською і 92 російською мовою. Усі 616 авторефератів докторських і кандидатських дисертацій в усіх секціях АН УРСР були надруковані винятково російською мовою. Таке саме відсоткове співвідношення, як у виданнях АН УРСР, виявилося й у книжковій продукції університетських видавництв УРСР.
Кількість виданих в УРСР книжок і брошур українською мовою зменшилася з 4 041 у 1961 до 2 981 в 1973, російською — з 4416 до 4403; журналів українською мовою зменшилося з 51 у 1961 до 63 в 1973, російською мовою збільшилось з 26 до 41. Серійних видань в УРСР було у 1973 131 українською і 269 російською мовою, газет — 802 українською і 427 російською. В УРСР масово поширювалася і передруковувалася російська преса, видавана у Москві, газети й журнали російською мовою були поширені значно більше, ніж українською.
Зросійщення УРСР і дискримінація її супроти РРФСР була наявна також в інших ділянках культури. Кількість українськомовних книжок у масових бібліотеках УРСР (згідно з частковими даними) становила всього 10-20 % (в усіх переважали російськомовні книжки), кількість музеїв зменшилася зі 174 у 1940 до 147 у 1972 (в РРФСР збільшилася з 592 до 610), театрів зі 140 до 72.
Більшість населення України користувалося радіо- і телевізійними програмами, передаваними в УРСР російською мовою, або з російських, передаваних з РРФСР.
Пам'ятки української історії й культури знищувались або відсувалися на задній план, натомість плекалися й популяризувалися російські. Зросійщення української мови здійснювалася зближенням літературної мови й наукової та технічної термінології й лексики з російською.
Панівна в політиці Радянського Союзу настанова, що тільки за допомогою російської мови радянські громадяни можуть користатися зі скарбів не лише російської, але й всесвітньої культури, літератури, науки й техніки, була дискваліфікаційною для всіх неросійських мов в СРСР, за якими залишалися тільки їхні література і мистецтво.
Зросійщення в УРСР, зумовлене колоніальною політикою Російської імперії й СРСР щодо України, виявилося також і в збільшенні кількості росіян в Україні, зокрема з 1945. Одночасно збільшувалося зросійщення українців і національних меншин. У 1926 російську мову за свою рідну визнало в УРСР 4,5 % усіх українців (5,2 % всіх неросіян), у 1959 — 6,5 % (7,7 %), 1970 — 8,5 % (11,1 %). Разом з тим збільшувалася кількість росіян за мовою: з 4,5 млн (11,9 % всього населення УРСР) у 1926 до 10,2 млн (24,4 %) у 1959 і 13,3 млн (31,6 %) у 1970.
Поширення російської мови простежується з даних про другу мову, яка не була рідною, але якою вільно володіла частина населення. У 1970 — 13,5 млн мешканців УРСР назвало російську мову як другу мову (українською мовою як другою вільно володіли 4,4 млн осіб); Поширення обох головних мов в УРСР було таке: українською мовою (як рідною і другою) володіло 37,1 млн осіб (79 % всього населення), російською мовою — 26,8 млн (57 %).
Поширення російської мови зокрема характерне для міського населення УРСР, серед якого росіяни становили 30,2 % (українці 63,5 %). Російську мову вважало за рідну 45,1 % (українську 53,1 %), а (крім того, добре володіло російською мовою 32,6 % (українською — 9,8 %); тобто російської мови не знало тільки 7,4 % міського населення, української — 30,6 %.
Найбільше мовно було зросійщено області й райони, у яких росіяни становили більшість: Крим, що у ньому росіян було 67,3 % всього населення, а російську мову вважали рідною 82,3 % всього населення, (зокрема 41,0 % українців); Донецький басейн (відповідні відсотки — 41,0 %, 68,5 % і 26,5 %); Дніпровський промисловий район (23,7, 39,6 і 11,1); Харківська область (29,4, 42,6 і 15,4) й Одеська (24,2, 39,6 і 16,1).
Найбільшого зросійщення зазнали частини СРСР, відокремлені від української етнічної території та приєднані до РРФСР: Північна Слобожанщина (південні частини теперішніх Білгородської, Воронізької й Курської областей), частина Донеччини (частина Ростовської області) та західна Кубань (Краснодарський край) — разом 114 300 км² з (1926) 5 093 000 населення, зокрема 3 357 000 українців (66,0 %). Це єдина в СРСР велика суцільна неросійська територія, яку було включено безпосередньо до РРФСР, навіть без прав автономної республіки чи автономної області; на ній українці не мали жодних національних прав: не було українських шкіл (за винятком недовгого часу українізації), преси, книжкової продукції, а приплив українського друкованого слова з УРСР штучно ускладнювався. За переписом 1970 на цій території українці становили приблизно 9 % всього населення (за мовою приблизно 2 %). Зміна кількості українців на території Білгородської, Курської, Воронізької, Ростовської й Краснодарського краю (у тис. і % всього населення): 1926 — 4 140 (35,5 %), 1959 — 542 (4,2 %), 1970 — 534 (3,9 %); кількість осіб, які подали українську мову, як свою рідну: 1926 — 3040 (26,2 %), 1959 — 183 (1,5 %), 1970 — 180 (1,3 %).
Цілковитого зросійщення, згідно з переписами, зазнали українці на мішаному україно-російському Східному Передкавказзі — 163 400 км² з 3 500 000 мешканців (1926), зокрема 1 170 000 українців (33,4 %); 1970 — лише 50000 українців або 2,3 %. У Надволжі й на Уралі кількість українців зменшилася з 771 000 у 1926 до 540 000 у 1970.
На території Азійської частини СРСР, що до неї українці постійно іммігрували, українці зазнали таких змін (у тис.): 1926 — 2138, 1959 — 2209, 1970 2 235. За обчисленнями Кубійовича, осіб українського походження в Азії було 8—9 млн.
Одною з важливих метод зросійщення було примусове чи добровільне переселення українців на суто російські землі, на далеку Північ і до неросійських республік й переміщення тамтешнього населення в Україну. Наприклад, 1970 у балтійських республіках (Литві, Латвії й Естонії) жило 106 700 українців (їх до 1945 не було), а в УРСР — 22 800 литовців, латишів і естонців. І ті, й ті можуть порозумітися зі своїм оточенням лише за допомогою російської мови, і цим сприяють подальшому поширенню зросійщення.
Позбавлені українських шкіл, преси, книжкових видань, театру, радіо й телебачення українською мовою, українці поза межами УРСР все більше зросійщувалися, приймаючи російську мову як свою рідну чи як мову порозуміння.
Опоненти або противники зросійщення і, навіть, її критики зазнавали адміністративних і судових репресій: звільнення з роботи, ув'язнення у тюрмах і таборах суворого режиму, заслання.
Головною метою зросійщення було створення єдиного так званого радянського народу з російською мовою й культурою. Ініціаторами й пропагаторами зросійщення в УРСР були партійні й радянські діячі українського роду, що, керуючись мотивами кар'єризму й прислужництва, ставали ворогами власного народу на керівних посадах у партійно-урядовій ієрархії, (Кравцев, Маланчук, Білодід, Скаба та ін.).
| Зміна національного складу УРСР в 1926—1989 роках | Зміна національного складу УРСР в 1926—1989 роках | Зміна національного складу УРСР в 1926—1989 роках | Зміна національного складу УРСР в 1926—1989 роках |
| --- | --- | --- | --- |
| · Перепис населення УРСР (1926) Українці (80.00%) Росіяни (9.23%) Євреї (5.43%) Поляки (1.64%) Німці (1.36%) Болгари (0.32%) Молдовани (0.89%) Білоруси (0.26%) Греки (0.36%) Інше (0.51%) | · Перепис населення УРСР (1959) Українці (76.81%) Росіяни (16.94%) Євреї (2.01%) Білоруси (0.69%) Молдовани (0.58%) Болгари (0.52%) Поляки (0.87%) Угорці (0.36%) Греки (0.25%) Інше (0.97%) | · Перепис населення УРСР (1979) Українці (73.55%) Росіяни (21.11%) Євреї (1.28%) Білоруси (0.82%) Молдовани (0.59%) Болгари (0.48%) Поляки (0.52%) Угорці (0.33%) Румуни (0.25%) Інше (1.07%) | · Перепис населення УРСР (1989) Українці (72.73%) Росіяни (22.07%) Євреї (0.95%) Білоруси (0.86%) Молдовани (0.63%) Болгари (0.45%) Поляки (0.43%) Угорці (0.32%) Румуни (0.26%) Інше (1.3%) |

### Приклади репресованих слів («Українська мова у XX сторіччі: історія лінгвоциду»,Л. Масенко)
Приклади слів, що їх було репресовано за радянської доби, подано за матеріалами книги «Українська мова у XX сторіччі: історія лінгвоциду» мовознавця Лариси Масенко.
Скорочення прізвищ авторів критичних праць: Дрін. — Дрінов Дельчо Петрович, Єрм. — Єрмоленко Світлана Яківна, Кал. — Калинович Михайло Якович, Пан. — Панько Таміла Іванівна, Пл. — Плющ Павло Павлович, Рус. — Русанівський Віталій Макарович, Саб. — Сабалдир Павло Олексійович, Хв. — Хвиля Андрій Ананійович, Шам. — Шамота Микола Захарович.
| Слово, що підлягало заміні або вилученню | Коментар                                                                          | Слово-замінник (коментар) | Рік написання статті із критикою, автор |
| ---------------------------------------- | --------------------------------------------------------------------------------- | --- | --------------------------------------- |
| аби                                      | штамп, який втратив стилістичну виразність                                        | щоб | 1970, Єрм., Рус.                        |
| аркуш                                    |                                                                                   | лист (є навіть в націоналістичному рос.-укр. словнику Єфремова і Кримського) | 1935                                    |
| багацько                                 |                                                                                   | багато | 1973, Пл.                               |
| багно                                    |                                                                                   | болото рос. болото | 1933, Хв.                               |
| ба́йдужий                                 |                                                                                   | індиферентний, байдужий рос. безразличный | 1933, Хв.                               |
| байду́жий                                 |                                                                                   | неактивний, пасивний | 1933, Хв.                               |
| безмаль                                  |                                                                                   | | 1970, Єрм., Рус.                        |
| білявка                                  | позначене відтінком розмовності                                                   | блондинка | 1974                                    |
| вал                                      |                                                                                   | циліндр рос. цилиндр | 1933                                    |
| вар'ят                                   |                                                                                   | божевільний | 1973, Рус.                              |
| взуттярня                                |                                                                                   | взуттєва фабрика | 1933                                    |
| вивласнення                              |                                                                                   | відчуження рос. отчуждение | 1980                                    |
| вигин (вверх)                            | штучна розбіжність між рос. і українська мовами                                   | тільки згин | 1933                                    |
| вирізок                                  |                                                                                   | сектор рос. сектор | 1933                                    |
| визиск                                   |                                                                                   | експлуатація (тенденції до інтеслов'янізації… термінології в процесі перекладу творів Леніна виявляється і в… засвоєнні українською мовою термінів інтернаціонального характеру) | 1980                                    |
| відсоток                                 | штучне або застаріле; архаїзм і діалектизм                                        | процент (тенденції до інтеслов'янізації… термінології в процесі перекладу творів Леніна виявляється і в… засвоєнні українською мовою термінів інтернаціонального характеру)      | 1974, 1980                              |
| враз                                     | штучний архаїзм                                                                   | раптом | 1974                                    |
| второпати                                | просторіччя                                                                       | зрозуміти | 1970, Єрм., Рус.                        |
| годен                                    |                                                                                   | могти, бути здатним, сміти | 1973, Рус.                              |
| гурт                                     |                                                                                   | група рос. группа | 1933, Хв.                               |
| двочлен                                  | вигадане слово, провінціалізм                                                     | біном рекомендований інтернаціональний термін | 1935                                    |
| загал                                    |                                                                                   | сукупність рос. совокупность | 1933, Хв.                               |
| зірка                                    |                                                                                   | зоря рос. звезда | 1933, Хв.                               |
| зморшка                                  |                                                                                   | складка рос. складка | 1933, Хв.                               |
| йон від'ємний                            |                                                                                   | йон негативний рос. ион отрицательный | 1933, Хв.                               |
| картати                                  | просторіччя                                                                       | | 1974, Рус.                              |
| краватка                                 | полонізм                                                                          | | 1974, Рус.                              |
| краля                                    | полонізм                                                                          | | 1974, Рус.                              |
| лад                                      |                                                                                   | уклад рос. уклад | 1980, Пан.                              |
| либонь                                   | народне, розмовне                                                                 | | 1974, Рус.                              |
| мапа                                     | обласне, застаріле                                                                | карта рос. карта | 1933, Хв.; 1970, Єрм., Рус.             |
| мати рацію                               |                                                                                   | бути правим | 1974, Рус.                              |
| мірило                                   | штучна розбіжність між російською і українською мовами; націоналістична тенденція | масштаб рос. масштаб | 1933, Хв.; 1935, Дрін., Кал.            |
| на штиб                                  | розмовне                                                                          | | 1973, Пл.                               |
| навзаєм                                  | діалектне, розмовне                                                               | взаємно | 1970, Єрм., Рус.                        |
| нараз                                    | штамп, який втратив стилістичну виразність; штучний архаїзм                       | раптом | 1970, Єрм., Рус.                        |
| наразі                                   | штучне утворення                                                                  | зараз | 1974, Рус.                              |
| обрій                                    |                                                                                   | горизонт, обрій рос. горизонт (геогр.) | 1933, Хв.                               |
| обсяг [об'єм]                            |                                                                                   | об'єм рос. объем | 1933, Хв.                               |
| осоння                                   |                                                                                   | на сонці, проти сонця, під сонцем | 1970, Єрм., Рус.                        |
| офірувати                                |                                                                                   | пожертвувати | 1973, Рус.                              |
| пан                                      |                                                                                   | | 1974, Рус.                              |
| позаяк                                   | штучний архаїзм                                                                   | | 1974, Рус.                              |
| поземний                                 | полонізм                                                                          | горизонтальний рос. горизонтальный | 1934, Дрін., Саб.                       |
| понурий                                  | штучний архаїзм                                                                   | | 1974, Рус.                              |
| попри                                    |                                                                                   | дарма що, хоч, не зважаючи на | 1970, Єрм., Рус.                        |
| потурати                                 | просторіччя                                                                       | | 1974, Рус.                              |
| походеньки                               | архаїзм і діалектизм                                                              | | 1974, Рус.                              |
| припис                                   |                                                                                   | правило рос. правило | 1933, Хв.                               |
| причандалля                              | архаїзм і діалектизм                                                              | | 1974, Рус.                              |
| пружність                                |                                                                                   | еластичність рос. эластичность | 1933, Хв.                               |
| пустеля                                  |                                                                                   | пустиня рос. пустыня | 1933, Хв.                               |
| робота вдома                             |                                                                                   | робота на дому рос. работа на дому | 1980, Пан.                              |
| розріджування (розріда, розрідження)     | штучна розбіжність між російською і українською мовами; націоналістична тенденція | тільки розрідження рос. разрежение | 1933, Хв.                               |
| розчинник                                | штучне слово                                                                      | тільки речовина розчиняльна | 1935, Дрін., Кал.                       |
| себто                                    | діалектизм                                                                        | тобто | 1974, Рус.                              |
| скоїтись                                 | діалектизм                                                                        | трапитись | 1974, Рус.                              |
| сталий                                   |                                                                                   | постійний | 1980, Пан.                              |
| сьогодення                               | штучне або застаріле                                                              | сучасність | 1974, Шам.                              |
| тільки-но                                | діалектизм, розмовне                                                              | тепер | 1970, Єрм., Рус.                        |
| тямити                                   | розмовне                                                                          | розуміти | 1970, Єрм., Рус.                        |
| узгір'я                                  |                                                                                   | високо рівня рос. плоскогорие | 1933, Хв.                               |
| улоговина                                |                                                                                   | западина рос. впадина | 1933, Хв.                               |
| устрій                                   |                                                                                   | уклад рос. уклад | 1980, Пан.                              |
| філіжанка                                | обласне, застаріле, рідковживане; полонізм                                        | чашка | 1970, Єрм., Рус.; 1974, Рус.            |
| хідник                                   | обласне, застаріле, рідковживане                                                  | тротуар | 1970, Єрм., Рус.                        |
| цигарки                                  |                                                                                   | сигарети | 1974, Рус.                              |
| часопис                                  | архаїзм і діалектизм                                                              | | 1974, Рус.; 1974, Шам.                  |
| чорнявець                                | архаїзм; розмовне                                                                 | | 1974, Рус.                              |
| чота                                     |                                                                                   | рій | 1974, Рус.                              |
| чудуватися                               | діалектизм                                                                        | дивуватися | 1974, Рус.                              |
| шпиталь                                  |                                                                                   | госпіталь | 1973, 1974 Рус.                         |

Правописною реформою 1933 року, здійсненою в істеричній атмосфері «боротьби з націоналізмом на мовному фронті» була заборонена прадавня граматична форма двоїни як «архаїчна форма та провінціалізм» і навіть наукові статі про неї.
| Україна, автономія, області | Частка етнічних українців у сільській місцевості, котрі вважають рідною російську мову, % | Частка етнічних українців у міських поселеннях, котрі вважають рідною російську мову, % |
| --------------------------- | ----------------------------------------------------------------------------------------- | --------------------------------------------------------------------------------------- |
| Україна                     | 2,7                                                                                       | 21,8                                                                                    |
| АР Крим                     | 51,7                                                                                      | 65,3                                                                                    |
| Вінницька                   | 0,1                                                                                       | 2,5                                                                                     |
| Волинська                   | 0,0                                                                                       | 0,5                                                                                     |
| Дніпропетровська            | 1,5                                                                                       | 21,2                                                                                    |
| Донецька                    | 21,4                                                                                      | 64,3                                                                                    |
| Житомирська                 | 0,3                                                                                       | 3,9                                                                                     |
| Закарпатська                | 0,1                                                                                       | 1,4                                                                                     |
| Запорізька                  | 10,0                                                                                      | 38,6                                                                                    |
| Івано-Франківська           | 0,0                                                                                       | 0,4                                                                                     |
| Київська                    | 0,4                                                                                       | 2,5                                                                                     |
| Кіровоградська              | 0,8                                                                                       | 5,1                                                                                     |
| Луганська                   | 14,2                                                                                      | 56,9                                                                                    |
| Львівська                   | 0,0                                                                                       | 0,7                                                                                     |
| Миколаївська                | 2,0                                                                                       | 26,6                                                                                    |
| Одеська                     | 4,3                                                                                       | 41,3                                                                                    |
| Полтавська                  | 0,4                                                                                       | 4,8                                                                                     |
| Рівненська                  | 0,0                                                                                       | 0,8                                                                                     |
| Сумська                     | 3,8                                                                                       | 9,7                                                                                     |
| Тернопільська               | 0,0                                                                                       | 0,2                                                                                     |
| Харківська                  | 3,9                                                                                       | 33,2                                                                                    |
| Херсонська                  | 3,2                                                                                       | 20,3                                                                                    |
| Хмельницька                 | 0,1                                                                                       | 1,6                                                                                     |
| Черкаська                   | 0,2                                                                                       | 2,9                                                                                     |
| Чернівецька                 | 0,0                                                                                       | 3,0                                                                                     |
| Чернігівська                | 2,3                                                                                       | 8,2                                                                                     |

## Новітнє зросійщення

Заголовок «Що таке зросійщення і чому воно веде до вбогості?» в англомовному журналі Ukrainian Week, липень 2011.

### Стан українців у Росії
З жовтня 2009 в Росії триває судове переслідування Федеральної національно-культурної автономії українців Росії, що є одним з кількох найбільших об'єднань українців в Росії. Цьому також передувало зупинення діяльності 17 квітня 2008 Українського освітнього центру при середній школі N124 (2008); під приводом відсутності дозвільних документів на саме існування Українського освітнього центру. В 2006—2007 роках здійснювалися тиск і перевірка працівників Бібліотеки української літератури в Москві. Працівники бібліотеки заявляли про переслідування їх з боку ФСБ. 21 грудня 2010 було здійснено обшук бібліотеки співробітниками ФСБ Росії. Основною причиною вказувався пошук літератури екстремістського та антиросійського характеру. Вилучено деякі книги. 24 грудня 2010 відбувся новий обшук, у ході якого було вилучено жорсткі диски з комп'ютерів бібліотеки, а також читацькі квитки. Бібліотеку було опечатано і закрито. Також ліквідація загрожує Об'єднанню українців Росії, що є теж одним з найбільших об'єднань українців. Дані факти свідчать про системний характер тиску на українців в Росії.

### До «Революції гідності»

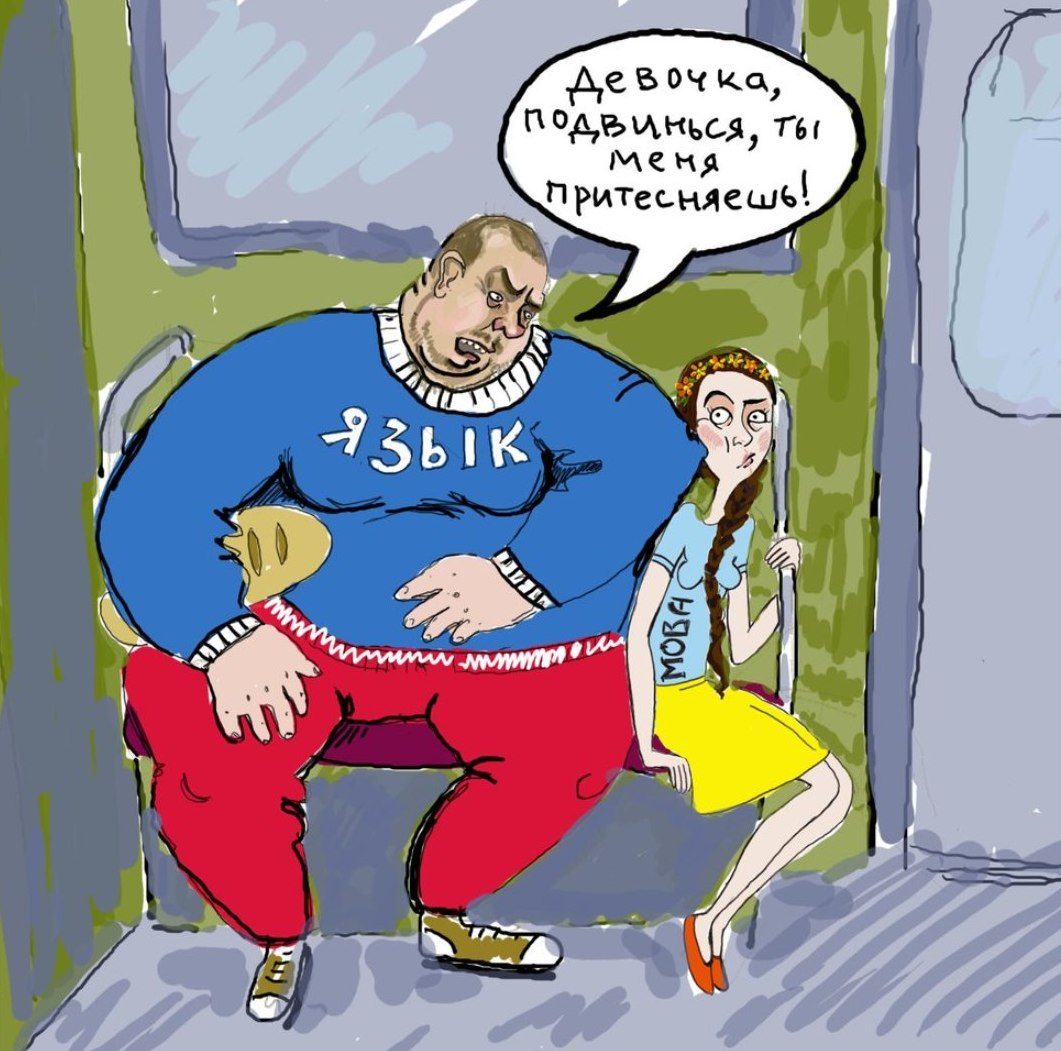
Карикатура на становище російської й української мов в Україні.

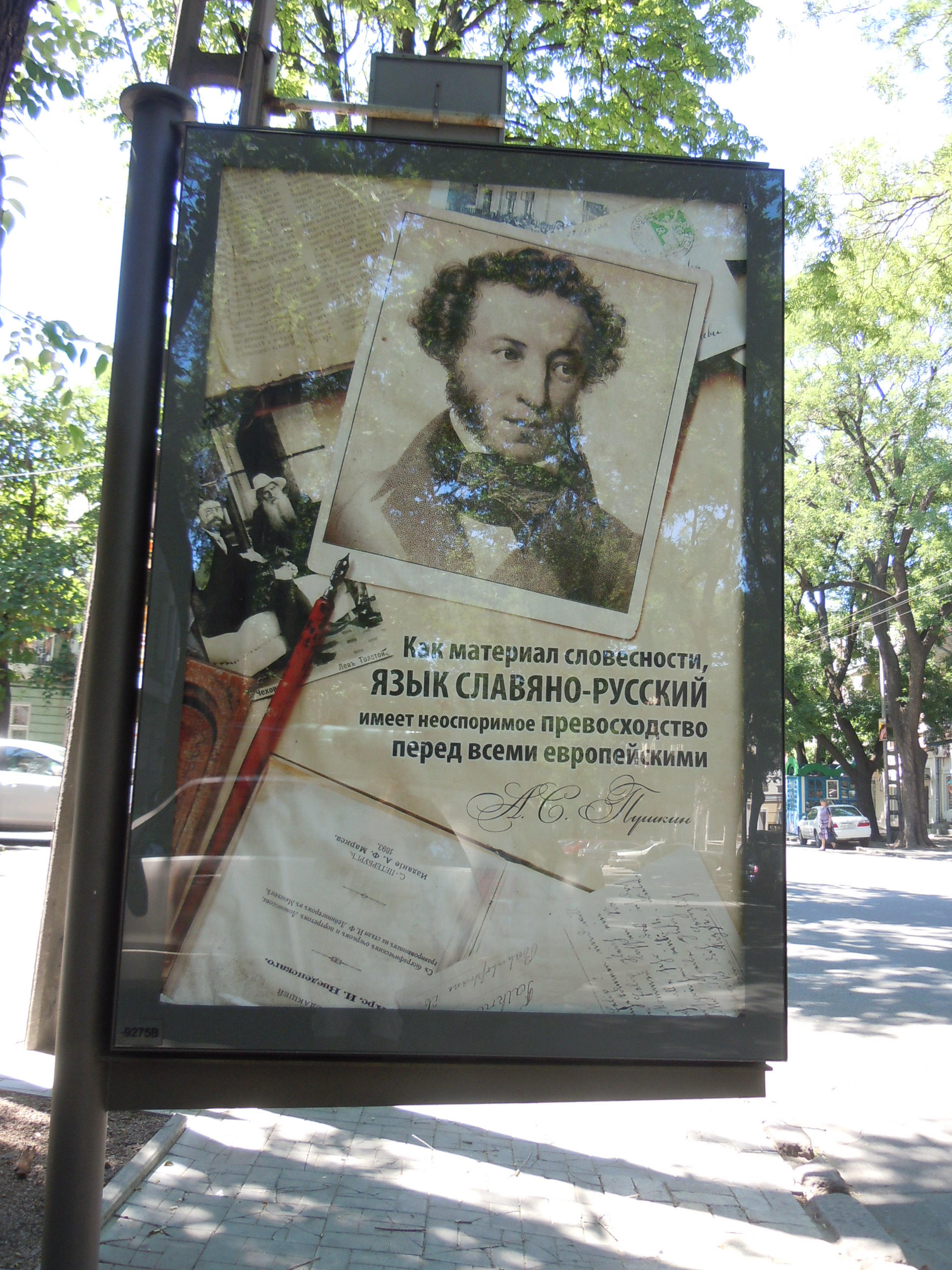
Російський націоналістичний постер в Одесі, 2013 рік. Переклад: «Як матеріал словесності, мова слов'яно-російська має беззаперечну перевагу перед усіма європейськими»

Незважаючи на здобуття Україною незалежности 24 серпня 1991 року вона, як і раніше, тривалий час залишалася за сильним політичним, економічним, і відповідно культурним впливом Росії.
Таким чином протягом всієї історії незалежної України аж до революції гідності  Велику роль у опорі українізації відігравали етнічні росіяни та російськомовні проросійські громадяни України. Їхні інтереси лобіювали політичні такі як КПУ, Партія регіонів, Опозиційний блок, Трудовий фронт України, СДПУ(о) та релігійні організації, зокрема, Українська Православна Церква Московського Патріархату.(скороч.УПЦ МП)  З цих причин російська мова та культура (що стосується культури треба додати, що велику роль відігравала не стільки російська скільки радянська) мали в країні велике поширення (особливо в центральному та Південно-Східному регіоні, а також Республіці Крим).
Працювали російськомовні школи, видавалися ЗМІ та література російською мовою, транслювалися російські телеканали такі як РТР, ОРТ, НТВ, ТВЦ, Карусель та радіостанції як наприклад «Русское радио Україна». Російська мова на вулицях міст також була поширена на оголошеннях і рекламних вивісках. По всій країні налічувалася  велика кількість топонімів пов'язаних з Росією та СРСР від найменувань вулиць та районів у населених пунктах до назв станцій метро, державних підприємств та навчальних закладів, а також цілих сіл та міст.
Пам'ятників і символіки , що залишилися ще з царської та радянської доби, теж було чимало наприкла пам'ятники Леніну та Пушкіну, зображення гербу СРСР на Скульптурі батьківщини-матері тощо. Також радянською спадщиною справедливо вважатимуться силові структури. Військові звання у ЗСУ, до 2016 року залишалися радянскими. Правоохоронні органи іменувалися «міліцію» аж до 2015 року, довше ніж у Росії (для довідки в РФ міліцію реорганізували в поліцію вже у 2011 році) Після революції  2014 року ситуація стала покращуватися (зокрема після ухвалення закону про мову у 2020 році) Але вплив Росії у вигляді топонімів, російськомовних вивісок та оголошень, залишався  високим навіть у столиці країни Києві. Також нікуди не поділися проросійські релігійні та політичні організації. Наприклад, УПЦ МП на момент 2024 року має понад 8 тисяч церков. З цієї причини багатьох пов'язаних с Россіею та СРСР речей почали активно позбавлятися лише після початку повномасштабного вторгнення в Україну в 2022 році.
- З 1991/92 навчального року, першого в незалежній Україні, і до 1998/99 навчального року частка тих, хто здобував загальну середню освіту в школах і класах з українською мовою викладання, була нижчою за частку жителів, які вказали українську мову рідною під час перепису 1989 року[83]. У Запорізькій, Луганській і Донецькій областях України така диспропорція спостерігалася до першої половини 2000-х[84], а в Севастополі та Автономній Республіці Крим існувала аж до російського збройного вторгнення у Крим[85];
- 11 січня 2000 року національна гвардія України була переформована у внутрішні війска[86].
- Дедалі гіршає становище з українськомовними виданнями: якщо в 1995 році вони становили 70 відсотків загальної кількості, то в 2004 році — лише 28 відсотків. Питома вага річного тиражу газет, що видається українською мовою, від 1995-го до 2004 року впала з 50 до 32 відсотків. Російськомовні газети в Україні в загальному тиражі зросли за цей час з 45 до 59 відсотків[87][88];
- 2005 року міський голова Харкова Шумілкін (на той час член партії НСНУ) запровадив у місті регіональну мову — російську, через що кілька партій відмовились його підтримати (НРУ, КУН, УНП, Пора, ВО «Свобода»), на відміну від «пропомаранчевих» партій, які так чи інакше підтримали цю пропозицію (ПППУ, НСНУ, БЮТ, УРП «Собор»).[89] Через 20 років після здобуття Україною незалежності в місті Харкові вулиця, названа на честь Ієроніма Петровича Уборевича, стала носити зросійщене ім'я вулиця Уборевіча[90];
- З 2006 року в Харківській[91] та Донецькій[92] областях 6 червня (день народження О. Пушкіна) відзначали як «День російської мови»;
- 16 січня 2006 року Кабінет міністрів України прийняв постанову про дублювання кінофільмів, якою передбачався поступовий перехід з дублювання російською мовою до дублювання українською. З вересня 2006 року фільмів з українським дублюванням мало бути 20 %, з 1 січня 2007 року — 50 %, а з 1 липня 2007 року — 70 %. Проте 17 жовтня, Апеляційний суд міста Києва скасував цю постанову. Другий уряд Віктора Януковича не оскаржував це рішення суду. 10 липня 2008 року Вищий адміністративний суд України скасував постанову апеляційного суду[93][94][95][96][97][98];
- 27 жовтня 2007 року в Одесі з дозволом місцевої влади було урочисто відкрито пам'ятник Катерині II. Церемонія була організована з огляду на подібну 1900 року — зокрема — дівчата, одягнені у форму солдатів лейб-гвардії Преображенського полку, оточили пам'ятник а навколо прогулювалися дами одягнені в костюми часів «золотого віку Катерини»

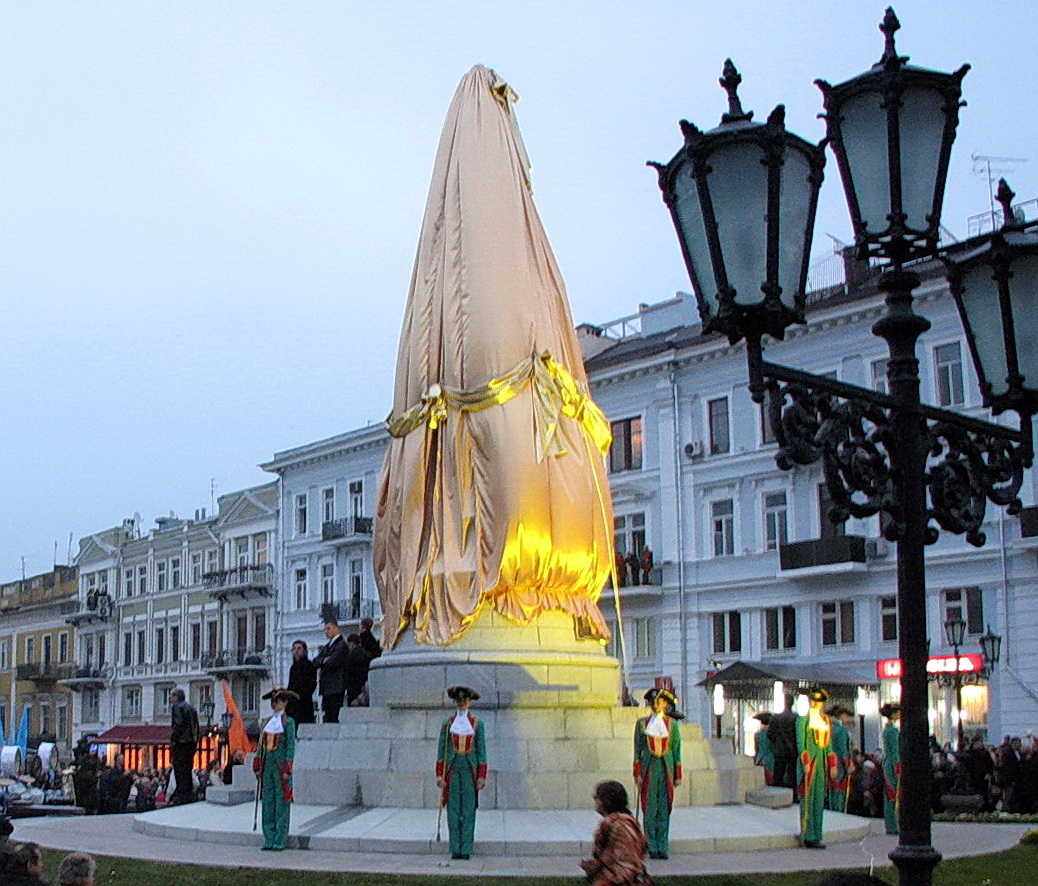
Монумент «засновника Одеси» перед відкриттям.

- Новий наступ на українську мову розпочався у вересні 2008 року спільним голосуванням фракцій БЮТ та Партії Регіонів за зміни до Закону про державну службу, згідно з якими державний службовець зобов'язаний володіти окрім української ще й російською мовою для прийняття на посаду.

Стаття 21. Загальні вимоги до осіб, що вступають на державну службу і претендують на зайняття посад державної служби
1. Особи, що вступають на державну службу і претендують на зайняття посад державної служби, повинні відповідати таким вимогам:

3) вільно володіти державною та російською мовами.
Шквал критики на адресу БЮТ змусив фракцію змінити точку зору;
- В 2010, з приходом до влади Віктора Януковича та його команди була розгорнута масштабна програма неоголошеного зросійщення: стало традицією транслювати на свята загальнодержавними телеканалами російські святкові передачі, а в будні дні культурні програми присвячувалися життю російських «зірок»; поширювалися непритаманні українській культурі російські символи. У грудні 2010 по всій Україні були проведені масові заходи з використанням російських культурних символів: скоморохів, матрьошок, ведмедів, самоварів тощо[101]. Подібні заходи проводились і надалі[102]. Наприклад у грудні 2013 на площі свободи у Харкові були встановленні 8-метрові матрьошки у вигляді Діда Мороза та Снігуроньки[103];
- В 2010 Перший Національний канал був підпорядкований КМУ[104], припинив практику перекладу українською російськомовних синхронів у новинах. Таке рішення суперечить світовій практиці функціонування державних каналів у країнах, де конституційно закріплена єдина державна мова[105];
- 5 квітня 2012 року в офісі найбільшого в Україні кінодистрибутора і кінопрокатника, компанії B&H було вилучено всі комп'ютери і всю звукозаписну апаратуру. Студія «Ле Доен» здійснювала 60 % усього дубляжу в Україні і була однією з кількох студій в Європі, сертифікованих для запису в системі Долбі. 12 квітня податкова повернула майно студії і вона відновила свою роботу[106][107][108].

### Після «Революції гідності»
Попри усунення В.Януковича від влади у 2014 році і прихід до влади більш лояльних до української мови політичних партій, експерти продовжують фіксувати зросійщення в інформаційному й культурному просторі, бо правила гри визначають власники ЗМІ й керівники творчих культурних об'єднань (для яких українська мова є чужа, як кажуть, «з пуп'янку»), а відповідні державні установи (міністерство культури, національна комісія з питань телебачення й радіомовлення, антимонопольний комітет, тощо) фактично самоусунулися від підтримки позицій державної мови у цій царині. Зокрема, Олексій Курінний, аналізуючи контент телеефіру в новорічну ніч констатував:
|  | Викликає подив, що низку співаків було підштовхнуто співати чужою їм російською мовою. Російською співали не лише колись питомо україномовні Білик і буковинка Лорак і галичанин Козловський, але і україномовна дочка Назарія Яремчука, і навіть Наталя Бачинська! Причому пісні, заради яких співаки пожертвували рідною мовою, були аж ніяк не культовими для українців: Маша Яремчук співала пісню Алсу, Реал О – «Зимнюю вишню». Склалось враження, концерт Інтера показує Історію русифікації українців та її бажаний результат: від русифікації «співаків 90-х» Білик і Лорак – через русифікацію молодших галичан і буковинців Козловського і Яремчук – через показ зросійщених підлітків Real Kids – до путінських 86% русскоязичних (не в АТО так на сцені), із трьома ДАВНО ВІДОМИМИ «статусними українцями» - задля годиться. |

В цілому ж експерт відзначав «інтенсивну русифікацію» на Харківщині, «стабільне російщення» в південних та східних областях, і «завершення російщення» в окупованому на цей час Криму та Донбасі

### Зросійщення під час російсько-української війни
Росія проводить політику зросійщення окупованих нею територій України — у школах викладають тільки російською мовою навіть у повністю українськомовних населених пунктах. Українські підручники опинилися під забороною, а охочі вчитися українською змушені робити це потай від окупаційної влади. За даними звіту «Навчання в окупації: примусова русифікація системи освіти на окупованих територіях України» від правозахисної організації Human Rights Watch, російська окупаційна влада та інші російські високопосадовці вживали та продовжують вживати заходів задля викорінення української мови на загарбаних територіях. Русифікації також зазнають примусово депортовані до Росії українські діти.